# Мечеть Тысячи Огней
Мечеть Тысячи Огней или Тысячесветная (араб. مسجد ألف نور‎) —
шиитская мечеть в Ченнаи, Тамилнад, Индия. Расположена на площади Тысячи огней на стыке Питерс Роуд и Анна Салаи. Название происходит от способа освещения здания, построенного на этом месте в начале XIX века для собраний шиитской общины во время месяца Мухаррам.
Первоначально на этом месте находился Зал собраний (Ashoorkhana) в форме клина, ограниченного двумя улицами, который был построен в 1810 году членом семьи наваба Аркота. В дальнейшем на нужды местной мусульманской ощины был пожертвован участок земли, примыкающий к залу, где к 1820 году была возведена мечеть. Она была перестроена в 1900 году и реконструирована в 1936 году. В 1970-е здание было признано нуждающимся в капитальном ремонте и расширении, и в 1981 была построена мечеть, которую мы можем увидеть сегодня.
В современных луковичных куполах мечети, прослеживается влияние архитектуры Абу-Даби. Минареты-близнецы высотой 15 метров с внутренними лестницами обращены к Мекке.
Мечеть имеет пять куполов, четыре 4,8 метров высотой по углам, 9 метров высотой и 6 метров диаметром в центре, при общей высоте здания 15,8 метров. Еще одной особенностью мечети является зеленые керамические плитки-панели, которыми выложены её стены внутри и снаружи. На плитках выведены коранические стихи с использованием арабских и персидских рукописных шрифтов.
В мечети отведено специальное место для женщин-паломников на специальном мезонине с доступом с внешней лестницы и скрытым за экраном из деревянных планок. В комплекс мечети также входит резервуар с водой для омовений 20×12 футов, сад, библиотека и гостевой дом.